# Eren (stacja kolejowa)
Eren (chiń. upr. 二连站; pinyin Èrlián Zhàn) – stacja kolejowa w miejscowości Erenhot, w związku Xilin Gol, w regionie autonomicznym Mongolia Wewnętrzna, w Chinach. Eren jest jedyną chińską stacją graniczną na granicy z Mongolią.
Stacja leży na wschodnim krańcu miasta, które powstało jako osada przy stacji Kolei Transmongolskiej (granicę mongolsko-chińską linia osiągnęła w 1955). Na stacji odbywają się chińskie odprawy graniczne. Stacją graniczną po stronie mongolskiej jest Dzamyn Üüd.
W związku z różnicą rozstawu szyn (w Chinach 1435 mm, w Mongolii 1524 mm) na stacji wagonom zmienia się rozstaw kół. Każdy pociąg musi być podniesiony przez hydrauliczne podnośniki. Cała operacja może potrwać kilka godzin. Na piętrze stacji znajduje się poczekalnia dla obcokrajowców, gdzie można znaleźć zachodniojęzyczne czasopisma.

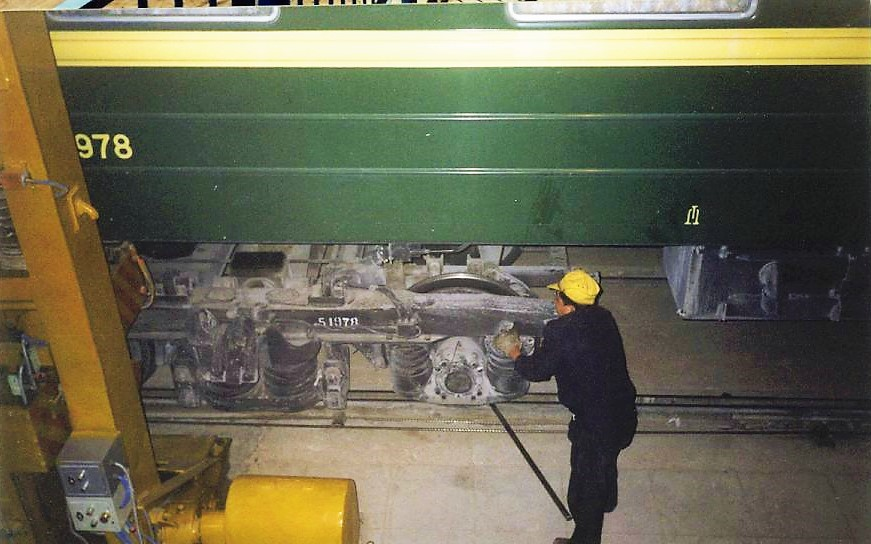
Zmiana rozstawu kół

| Eren                       |  |                      |
| Linia Kolej Transmongolska |  |                      |
| Granica Państwa            |  | Xil odległość: 24 km |